# برت دیتس
برت دیتس (انگلیسی: Bert Dietz؛ زادهٔ ۹ فوریهٔ ۱۹۶۹) دوچرخه‌سوار اهل آلمان است.